# 7th Symphony
7th Symphony — седьмой студийный альбом финской группы Apocalyptica, выпущен 20 августа 2010 года в Германии, Швейцарии и Австрии, 23 августа 2010 года в остальном мире и 24 августа 2010 года в США и Канаде. С диска были выпущены три сингла. Первый сингл «End of Me» записан с приглашённым гостем Гэвином Россдэйлом. Премьера сингла состоялась на финском радио Ylex 7 июня 2010 года.
По традиции 7th Symphony, как и предыдущие альбомы группы, содержит четыре трека с вокалом. Для альбома в качестве исполнителей вокальной партии были приглашены Гэвин Россдэйл, Смит Брент и Лейси Штурм.
В поддержку альбома был организован тур по Европе, Канаде, Мексике и США.

## Список композиций
| №                   | Название                                    | Автор(ы)                                                       | Длительность |
| ------------------- | ------------------------------------------- | -------------------------------------------------------------- | ------------ |
| 1.                  | «At the Gates of Manala»                    | Perttu Kivilaakso, Paavo Lötjönen, Mikko Sirén, Eicca Toppinen | 7:03         |
| 2.                  | «End of Me» (feat. Гэвин Россдэйл)          | Johnny Andrews, Gavin Rossdale, Toppinen                       | 3:29         |
| 3.                  | «Not Strong Enough» (feat. Брент Смит)      | Дайан Уоррен                                                   | 3:36         |
| 4.                  | «2010» (feat. Дэйв Ломбардо)                | Kivilaakso, Lombardo, Lötjönen, Sirén                          | 4:32         |
| 5.                  | «Beautiful»                                 | Kivilaakso                                                     | 2:19         |
| 6.                  | «Broken Pieces» (feat. Штурм, Лейси)        | Fiora Cutler, Guy Sigsworth, Toppinen                          | 3:55         |
| 7.                  | «On the Rooftop with Quasimodo»             | Sirén                                                          | 5:00         |
| 8.                  | «Bring Them to Light» (feat. Джо Дюплантье) | Duplantier, Toppinen                                           | 4:42         |
| 9.                  | «Sacra A»                                   | Sirén, Toppinen                                                | 4:22         |
| 10.                 | «Rage of Poseidon»                          | Kivilaakso, Lötjönen, Sirén, Toppinen                          | 8:49         |
| Общая длительность: | Общая длительность:                         | Общая длительность:                                            | 46:17        |

1. ↑  
Seventh Symphony буклет (неопр.).

## Чарты
| Чарт (2010)          | Наивысшая позиция | Сертификация | Продажи |
| -------------------- | ----------------- | ------------ | ------- |
| Finnish Albums Chart | 2                 | —            | —       |
| German Albums Chart  | 6                 | —            | —       |
| Mexican Albums Chart | 15                | —            | —       |
| Polish Albums Chart  | 5                 | Золото       | 10 000  |

## Участники записи
- Кивилааксо, Пертту — виолончель, бэк-вокал
- Пааво Лётьёнен — виолончель, бэк-вокал
- Микко Сирен — ударные, перкуссия, бэк-вокал; контрабас на «Beautiful»
- Эйкка Топпинен — виолончель
- Джо Баррези — продюсер
- Ховард Бэнсон — продюсер, клавишные (в «Not Strong Enough» и «Broken Pieces»)
- Лаури Порра из Stratovarius — бас-гитара
- Пол Бушнелл — бас-гитара (в «Not Strong Enough» и «Broken Pieces»)

Приглашённые музыканты
- Россдэйл Гэвин — вокал в «End of Me»
- Смит Брент из Shinedown — вокал в «Not Strong Enough»
- Дэйв Ломбардо из Slayer — перкуссия в «2010»
- Лейси Штурм из Flyleaf — вокал в «Broken Pieces»
- Дюплантье, Джо из Gojira — вокал в «Bring Them to Light»